# Kazuo Yamazaki
Kazuo Yamazaki (山崎和男?, Yamazaki Kazuo; Tòquio, 12 de febrer de 1949) és un director i animador japonès conegut principalment pel seu treball en l'animació japonesa. Va debutar el 1979 com a director d'animació de la primera sèrie de Mobile Suit Gundam, i més tard es va especialitzar principalment en la direcció de cinema de l'anime. Entre els seus treballs podem esmentar les sèries de televisió Lamu, la petita extraterrestre] i Dear sweet Kyoko, ambdues basades en còmics de Rumiko Takahashi, i els llargmetratges cinematogràfiques The Five Star Stories i A Wind Named Amnesia.

## Filmografia parcial

### Director
Llargmetratges
- Lamù - Remember My Love (1986)
- Lamu, la petita extraterrestre (1986)
- The Five Star Stories (1989)[2]
- A Wind Named Amnesia (1990)[3]

, ressenya del 27 de febrerd e 2005;Curtmetratges 
- Za samurai (1987)

Sèries de televisió
- Zambot 3 (episodi 18, 1978)
- Invincible Steel Man Daitarn 3 (episodi 5, 1978)
- Superbook (1981)
- Superlamù (1982-1986)
- Maison Ikkoku - Cara dolce Kyoko (1986)
- Yume Tsukai (2006)
- Fresh Pretty Cure! (episodi 7, 2009)